# Pródromos (Imathie)
Pour les articles homonymes, voir Pródromos (homonymie).
Pródromos (grec moderne : Πρόδρομος) est une localité située dans le dème d'Alexándria, dans le district régional d'Imathie, dans la periphérie de Macédoine-Centrale, en Grèce.
Selon le recensement de 2011, elle compte 815 habitants.